# Bousés
Bousés (llamada oficialmente Santa Baia de Bousés) es una parroquia y un lugar del municipio español de Oimbra, en la provincia de Orense, Galicia.

## Toponimia
La parroquia también es conocida por el nombre de Santa Eulalia de Bousés.

## Organización territorial
La parroquia está formada por una entidad de población:
- Bousés

## Demografía
Gráfica demográfica del lugar y parroquia de Bousés según el INE español:
| Gráfica de evolución demográfica de Bousés entre 2000 y 2023 |
|                                                              |
| Datos según el nomenclátor publicado por el INE.             |